# In the Sign of Evil
In the Sign of Evil è l'EP di debutto del gruppo thrash metal tedesco Sodom, pubblicato nel 1984.
Il disco è considerato parte della first wave of black metal. Nonostante la crudezza melodica, i testi ruvidi ("My life begins at midnight twelve, masturbate to kill myself" - The Blasphemer) e la struttura elementare delle canzoni, due di queste, Outbreak of Evil e la stessa Blasphemer, sono suonate regolarmente agli eventi live dalla band.
Le tracce sono state registrate nuovamente nel 2007 e pubblicate nell'album The Final Sign of Evil.

## Tracce
1. Outbreak of Evil – 4:48
2. Sepulchral Voice – 4:31
3. Blasphemer – 3:05
4. Witching Metal – 3:13
5. Burst Command Til War – 3:36

## Formazione
- Tom Angelripper - voce, basso
- Grave Violator - chitarra
- Chris Witchhunter - batteria